# Martin Schempp
Martin Schempp född 23 mars 1905 i Stuttgart död 9 juli 1984, var en tysk segelflygare, flygplanstillverkare och en av grundarna till Sportflugzeugbau Schempp-Hirth.
Sedan att han avlagt examen vid en handelsskola arbetade han en period i sin fars företag. 1926 emigrerade han till USA i hopp om att hitta bättre livsbetingelser. Efter ett antal tillfälliga arbeten fick han slutligen anställning som laboratorieassistent vid ett stålverk. 
Efter att han hört Charles Lindbergh i ett föredrag berätta om sin flygning över Atlanten, blev han själv nyfiken på att lära sig flyga. Han återvände till Tyskland 1928 för att lära sig flyga. Sedan han lärt sig segelflyga tog han steget vidare till motorflyg och fick vid Klemms anläggningar i Böblingen grundlig utbildning i motorflyg. Det var under den här tiden han träffade och lärde känna Wolf Hirth vid en segelflygtävling i Frankrike. Detta kom att leda till en livslång vänskap. 
Efter sin flygutbildning återvände Schempp till USA för att marknadsföra segelflyget och licenstillverka tyska segelflygplan vid "Haller-Hirth Sailplanes". Samtidigt startade han tillsammans med Haller School Of Soaring Flight in Pittsburgh (Greensburg Airport). Genom ett antal uppmärksammade flygningar lyckades han få både segelflyget och sig själv kända i Amerika.
1931 ställde han upp i de andra amerikanska mästerskapen i segelflyg vid Elmira New York. Här flög han en distans på 63,7 miles (102,5 km) och nådde topphöjden 5 370 fot (1 632 m). Han kom tvåa i distanstävlingen och etta i höjdmomentet. Tack vare sina flygningar vid Elmira uppfyllde han kraven för Silver-C och blev den åttonde personen i världen som klarat kraven.
I slutet av 1932 flyttade han till Kalifornien där han tillsammans med Hawley Bowlus konstruerade det högpresterande segelflygplanet Albatros.
1934 blev han kontaktad av Wolf Hirth, som erbjöd honom anställning som chef och lärare vid segelflygskolan i Hornberg. Schempp återvände till Tyskland för att anta erbjudandet varvid han märkte att det behövdes fler flygplan. För att producera nya flygplan startade han med stöd av Wolf Hirth Sportflugzeugbau Göppingen Martin Schempp i Göppingen 1935.
Vid företaget tillverkades flygplanen Gö 1 Wolf och Gö 3 Minimoa som på kort tid blev kända runt om i världen som högpresterande tävlingsflygplan. Wolf Hirth som varit ansvarig för konstruktionsarbetet med de båda flygplanen blev delägare i bolaget 1938 och firmanamnet ändrades till Sportflugzeugbau Schempp-Hirth. För att få bättre lokaler lokaliserade man företaget till Kirchheim-Teck, och när 1939 var till ända hade man levererat flygplan till alla världsdelar utom Australien. Gö 3 Minimoa som tillverkades i drygt 110 exemplar räknas som en klassiker bland flygplanen från perioden när flygplan tillverkades av trä. Trots att Hirth var delägare i bolaget startade han ett eget företag 1939 i Nabern. Hirths företag samarbetade nära med Schempp-Hirth under krigsåren med att förse Luftwaffe med delar till Me-321/323 "Gigant och Me-109. Dessutom tillverkade man Wolfgang Hütters konstruktion  Gö IV.
Trots att Schempp och hans företag deltagit i den tyska vapenproduktionen under kriget ansågs han av de amerikanska ockupationstyrkorna ha så stor empati och rättskänsla att de utsåg honom som tillförordnad borgmästare i Kirchheim unter Teck efter kriget. Han lämnade posten som borgmästare efter att man genomfört ett fritt borgmästarval och återvände till ledningen av sitt företag på heltid. Men behovet av flygplan var ringa varför man i stället tillverkade möbler och hushållsprodukter av flygplansråvaror som blivit över efter kriget.
1951 upphörde det allierade segelflygförbudet i Tyskland och Schempp-Hirth återupptog tillverkningen av segelflygplan. När Hirth avled i samband med en flygning 1959 blev företaget utan konstruktör och Schempp fick med hjälp av konsulter arbeta även med konstruktionen av nya flygplan. För att kunna erbjuda marknaden tävlingsflygplan med höga prestanda köpte Schempp rätten att licenstillverka Standard Austria.
Schempp insåg tidigt att flygplan tillverkade av trä inte skulle kunna vara konkurrenskraftiga utan framtiden låg i lätta material och olika kompositplaster. För att utveckla ett kompositflygplan kontaktade han Klaus Holighaus som erbjöds att få arbeta helt fritt efter egna idéer och jobbet som chefskonstruktör. När Holighaus kom till fabriken i Kirchheim hade han redan grundkonceptet till ett plastflygplan i huvudet, men då marknaden just för tillfället sökte efter ett tävlingsflygplan med större spännvidd konstruerade han om vingarna till Standard Austria, därefter kom konstruktionsarbetet igång med kompositflygplanet Cirrus. 
Schempp lämnade den dagliga ledningen av fabriken 1969 och han bestämde sig för att sluta helt 1972 och bli pensionär. Han överlät bolaget till Holighaus 1977.